# Урситорије
Урситорије су група од три виле или женска духа судбине у балканском, молдавском и ромском фолклору. Две од њих су добри духови, док једна настоји да нашкоди људима. У ромском фолклору, њихова краљица је Матуја, која користи џиновске птице зване Чарана.
У румунској митологији, три Урситорије се појављују три ноћи након рођења детета како би одредиле његову судбину, слично грчким Мојрама. Оне су већ вековима саставни део румунске традиције крштења.
Истраживања указују да слична бића (три жене које одређују судбину људи) постоје и у јужнословенском фолклору, укључујући српски, македонски, хрватски, бугарски и црногорски.
Ове виле су постале шире познате захваљујући роману Урситорије, који је 1938. написао Матео Максимов, а први пут објављен 1946. године. Према њему, Урситорије су три анђела судбине: добри анђео, зли анђео и непристрасни анђео разума, који на трећи дан након рођења детета одређују његову судбину. Тог дана мајка поставља три комада хлеба и три чаше вина у круг око детета за Урситорије. Затим му шапуће право име, које се према неким традицијама чува у тајности од оца и самог детета све до пунолетства, јер име представља моћ. Чарана су птице налик фениксу.
Према другој традицији, некада су купале новорођенчад у оближњој реци, а данас углавном у кади.
Муслимански Роми у Турској, северном Кипру и на Балкану имају сличну легенду о Матуји и њена три сина: Ром, Дом и Лом, који су, према предању, протерани из своје постојбине Хиндустана (Индије) у Мисра (Египта). Одатле су се њихови потомци раселили широм света: Роми у Европу, Домлари у Месопотамију, а Ломлари на Кавказ.